# Tiehe (sockenhuvudort i Kina, Jiangxi Sheng, lat 29,03, long 115,97)
Tiehe är en sockenhuvudort i Kina. Den ligger i provinsen Jiangxi, i den sydöstra delen av landet, omkring 39 kilometer norr om provinshuvudstaden Nanchang. Antalet invånare är 7 259. Befolkningen består av 3 556 kvinnor och 3 703 män. Barn under 15 år utgör 22,0 %, vuxna 15-64 år 68 %, och äldre över 65 år 8,0 %.
Runt Tiehe är det tätbefolkat, med 476 invånare per kvadratkilometer. Närmaste större samhälle är Lianxuxiang, 10,9 km sydost om Tiehe. Trakten runt Tiehe består till största delen av jordbruksmark.
Genomsnittlig årsnederbörd är 2 373 millimeter. Den regnigaste månaden är juni, med i genomsnitt 357 mm nederbörd, och den torraste är oktober, med 36 mm nederbörd.